# Dubrovka (Briansk)
|  | Per a altres significats, vegeu «Dubrovka». |

Dubrovka (en rus: Дубровка) és un poble de l'óblast de Briansk, a Rússia, que el 2013 no tenia cap habitant, pertany al districte d'Unetxa.